# Мундельсхайм
Мундельсхайм (нем. Mundelsheim) — община в Германии, в земле Баден-Вюртемберг. 
Подчиняется административному округу Штутгарт. Входит в состав района Людвигсбург.  Население составляет 3154 человека (на 31 декабря 2010 года). Занимает площадь 10,20 км².